# 绍萨尔地区基策克
绍萨尔地区基策克是奥地利施蒂利亚州莱布尼茨县的一个市镇。总面积16.29平方公里，总人口1214人，人口密度74.5人/平方公里（2005年）。